# Giovanni II di Merode
Giovanni II di Merode, o Jean de Merode (1589 circa – Hessisch Oldendorf, 8 luglio 1633), è stato un generale tedesco.
Apparteneva alla nobile famiglia belga dei Mérode. Era cugino di Floris de Mérode-Westerloo, che combatté numerose battaglie con lui, inclusa quella di Oldendorf

## Biografia
Iniziò la sua carriera militare a servizio dell'Impero spagnolo, ma passò molto presto al servizio dell'Imperatore Rodolfo II del Sacro Romano Impero.
Nel 1619 venne inviato in Boemia in aiuto del generale Buquoy, con il quale partecipò alla battaglia della Montagna Bianca. Nel 1622 venne creato conte imperiale dall'imperatore Ferdinando II. L'anno successivo avanzò al grado di colonnello e combatté agli ordini di Wallenstein, più volte con imprese personali, specialmente in Svizzera ed in Italia, con molta bravura.
Nel 1627 conquistò Fehmarn e nel 1629 garantì il passaggio delle Alpi alle truppe imperiali attaccanti nella guerra di successione di Mantova e del Monferrato. Nel 1631, diventato generale, combatté in Vestfalia e nella Bassa Sassonia e nel 1632 conquistò Wolfenbüttel ed Hildesheim. Gli ultimi successi lo portarono al grado di Feldzeugmeister. Dopo la battaglia di Lützen (16 novembre 1632) coprì la ritirata al Wallenstein.
Giovanni II di Merode morì l'8 luglio 1633 nella battaglia di Oldendorf.